# Tanytarsus unifilis
Tanytarsus unifilis är en tvåvingeart som beskrevs av Jean-Jacques Kieffer 1916. Tanytarsus unifilis ingår i släktet Tanytarsus och familjen fjädermyggor.
Artens utbredningsområde är Tyskland. Inga underarter finns listade i Catalogue of Life.